# ウガンダ・タンザニア戦争
ウガンダ・タンザニア戦争（ウガンダ・タンザニアせんそう）は、1978年から1979年にかけてウガンダとタンザニアの間に発生した戦争。ウガンダでは解放戦争と呼ばれ、イディ・アミン体制の転覆に繋がった。ウガンダ側はムアンマル・アル＝カッザーフィーとパレスチナから1000人以上の援軍を受けた。

## 戦争前
タンザニアとウガンダは戦争の数年前から緊張状態にあった。アミンが1971年ウガンダ革命で権力を握ると、タンザニアの指導者ジュリウス・ニエレレは追放されたウガンダ元大統領のミルトン・オボテを保護した。オボテはアミンの敵対勢力殲滅計画から避難した2万人の避難民と合流した。1年後、タンザニアのウガンダ避難民はウガンダに侵攻してアミンを取り除くことを計画し、失敗した。アミンはニエレレを非難した。
1978年10月上旬、反乱軍はアミンをカンパラの大統領別荘で待ち伏せしたが、彼は家族と共にヘリコプターで脱出した。これはアミン派が急速に減り、ウガンダ内からの異議が増えていた時期である。アミンの副大統領であるムスタファ・アドリシが疑わしい交通事故で負傷した時、アドリシに忠誠を誓う兵士（と他の理由で不満を持つ兵士）が暴動を起こした。アミンは暴動を鎮圧するためにシンバ精鋭部隊を含む兵士を送り、一部がタンザニア国境を越えた。反乱軍はタンザニアに流れ込み、タンザニアにいる反アミン避難民がアミン軍との戦いに参加した。
ウガンダはタンザニアに宣戦布告し、ウガンダに帰属するとアミンが主張する、タンザニアのカゲラ地方を併合するために侵攻した。

## 戦争
ニエレレはタンザニア国民防衛軍を動員し反撃した。タンザニア軍は数週間で警察や囚人、国民兵、軍人を含む4万から10万人に増加した。ウガンダ避難民から成る反アミン集団もタンザニアに加勢した。彼らはモシ会議に所属し、モシ会議はウガンダ国民解放軍 (UNLA) を形成した。ティト・オケロ とデビッド・オイテ・オジョクが率いるキコシ・マールムや、ヨウェリ・ムセベニが率いるFRONASA、アケナ・プオジョクとウィリアム・オマリアとアテケル・エジャルが率いるウガンダを救う運動 がこれに参加した。
タンザニア軍はソ連のカチューシャロケット砲（ウガンダ軍の呼称はサバ・サバ）を獲得して、ウガンダ軍を標的に砲撃を開始した。ウガンダ軍は即座に退却を開始した。リビアのムアンマル・アル＝カッザーフィーはT-54戦車やT-55戦車、BTR兵員輸送車、BM-21グラート、MiG-21、Tu-22爆撃機などで武装した2500人の軍隊をウガンダ側に派兵した。しかし、リビア軍が間もなく前線に立たされたのに対して、ウガンダ軍は略奪した資産を積んだトラックとともに反対側に退却していた。
リビア軍は、正規軍と市民軍、サブサハラのイスラム軍団を混成して、このような遠征任務のためにリビアが作った軍隊だった。UNLAの不穏分子が加わったタンザニア人はカンパラに北進したが、ルカヤの北の深く広大な沼地で止まらざるを得なかった。タンザニア人は201旅団を直接沼地を越える舗装道路から進軍させ、舗装道路が封鎖、もしくは破壊された場合のためにより良い208旅団に沼地西岸を迂回させた。旅団規模のリビア軍の攻撃計画は15機のT-55、12機のAPC、BM-21 MRLを用いマサカに到達することで、タンザニア軍とルカヤで3月10日に衝突したり201旅団を背後から混乱させるのではなかった。しかし、3月11日から12日のタンザニア軍の2方向からの夜間反撃、すなわち再構成された201旅団の南からの攻撃と208旅団の北西からの攻撃は成功した。これにより、多くのリビア軍や市民軍が散り散りに撤退した。200人以上のリビア人と200人の同盟のウガンダ人が犠牲になった。
タンザニア軍とUNLA軍はルカヤでの戦闘の後、小さな抵抗に遭ったが、カンパラに向けて西進した。最初の戦闘でエンテベ国際空港を奪い、1979年4月10日にカンパラを解放した。少数のウガンダ軍やリビア軍が抵抗したが、タンザニア軍にとっての最大の問題は、彼らが都市の地図を持っていないことだった。アミンはリビアに逃げるもその政権中の残虐行為が敬遠されて数カ月でサウジアラビアに亡命した。リビア軍はジンジャに撤退し、ケニアとエチオピアを経由して本国に送還された。タンザニア軍はUNLF（UNLAの政治部門）が民政統治への選挙を準備する間、平和維持のためにウガンダに残った。
タンザニア政府はNishani ya Vita勲章を授与した。表にはVita-1978-1979、裏にはTanzaniaと書かれていた。

## 戦争後

### ウガンダ
アミンを追放した後は、緊張した競争と政治的・民族的ライバルによる政権争いが起きた。ユスフ・ルレがタンザニアから大統領として送り込まれた。1979年6月に、大統領権限拡大に対する論争の後、当時UNLFの最高統治機構であった国家諮問会議 (NCC) がルレをゴッドフリー・ビナイサに挿げ替えた。ビナイサは1980年5月12日に自ら、UNLFの強力な組織であるパウロ・ムワンガとその副官のヨウェリ・ムセベニ（当時ウガンダ愛国運動の指導者だった）が率いる軍事委員会を引退した。サウロ・ムソケ、ポリカープ・ニャムチョンチョ、ジョエル・ハンター・ワチャ・オルウォルの3人の委員からなる大統領委員会は国を率いることを約束した。彼らは1980年の総選挙までウガンダを統治し、その選挙ではウガンダ人民会議のミルトン・オボテが勝った。その選挙は論争の的になった。ヨウェリ・ムセベニは不正選挙を訴え、オボテ政府に対して武力反乱を起こすことを宣言し、ウガンダ紛争に突き進んで行った。

### タンザニア
アフリカの国家が武力を用いて他のアフリカの主権国家の体制を打倒したという前例のない行動に対してタンザニアはアフリカ統一機構の加盟国から憲章違反を懸念された。また、前年の1977年にセーシェルのクーデターでフランス＝アルベール・ルネを大統領にするよう支援して、国家の主権を侵害したとも批判された。しかし、大量虐殺と恐怖政治を行っていたアミン政権の非人道性から歓迎する国も存在した。結果的に、ダルエスサラームの政府は侵攻とその後の平和維持の費用を自前で賄うことになり、2007年にウガンダがタンザニアの借金を肩代わりするまで、タンザニアは完全には返済出来なかった。

## 参考書籍
- Brzoska, Michael; Pearson, Frederic S. (1994). Arms and Warfare: Escalation, De-escalation, and Negotiation. Columbia, South Carolina: University of South Carolina Press. ISBN 0-87249-982-0
- Cooper, Tom; Fontanellaz, Adrien (2015). Wars and Insurgencies of Uganda 1971–1994. Solihull: Helion & Company Limited. ISBN 978-1-910294-55-0